# ثروت

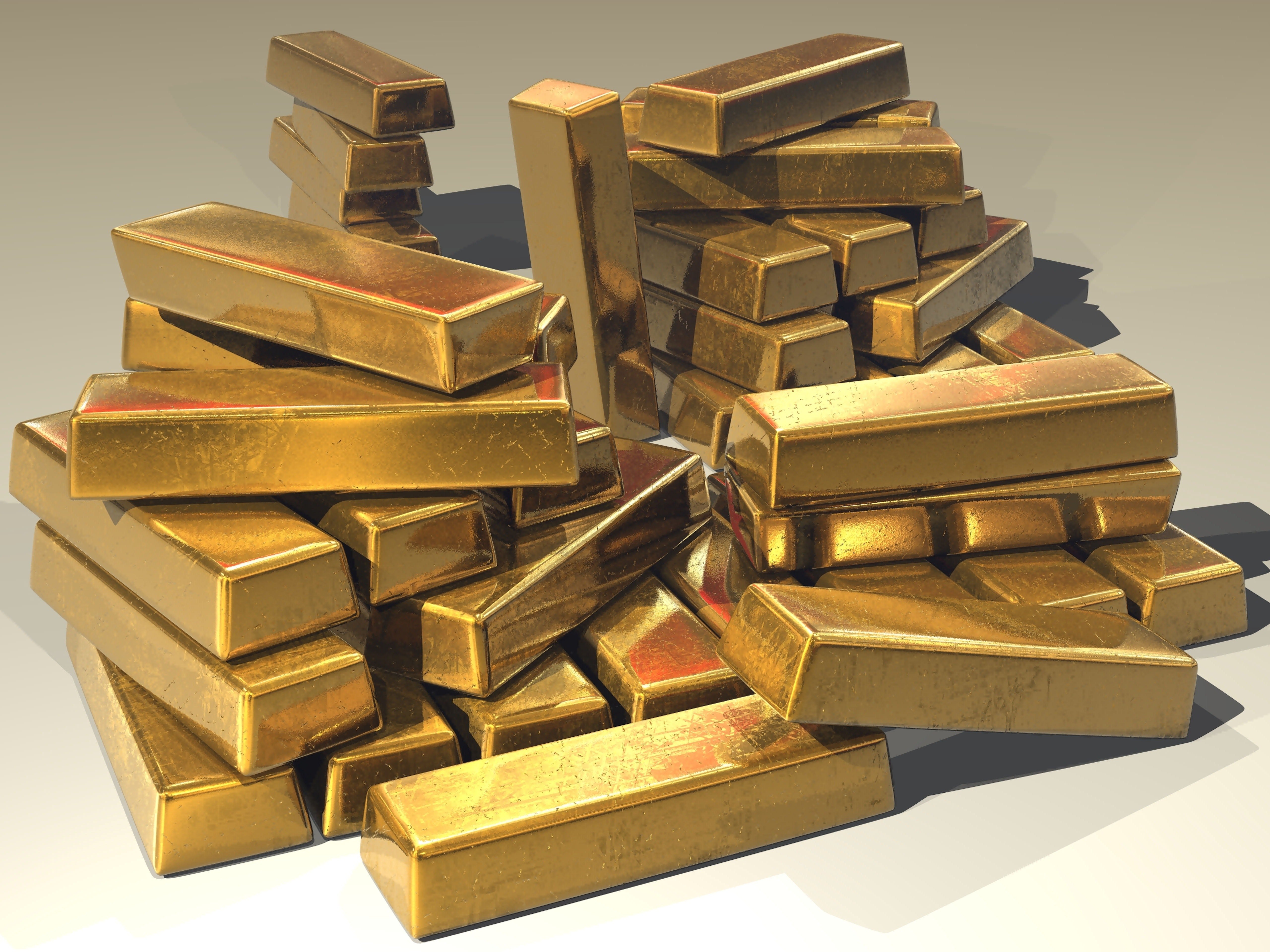
شمش‌های طلا

ثروت یا مایه از مفاهیم عامی است که در حوزه‌های موضوعی مختلف استفاده می‌شود. به‌طور خاص ثروت، از مفاهیم اقتصاد ی است که به فراخور نوع نگاه و جایگاه مورد استفاده قرار گرفته، تعاریف متفاوتی از آن شده است. ثروت را می‌توان شاخص تعیین جایگاه اقتصادی هر فرد دانست که کیفیت و کمیت آن در تقسیم‌بندی طبقات اقتصادی تعیین‌کننده است.
«دسته‌ای از ظرفیت‌های تولیدی است که مورد بهره‌برداری قرار می‌گیرند» این تعریف آدام اسمیت نظریه‌پرداز اقتصاد بازار از این مفهوم است. «مجموعهٔ گنج‌ها و ذخایر طلا و گوهر و تاج و تخت» تعریفی قدیمی و ساده از این مفهوم است. به دنبال انقلاب صنعتی، اجزایی چون «تولید» و «ارزش افزوده» نقشی اساسی در معنای این مفهوم پیدا کرده‌اند.
امروزه تعریف ثروت به شدت با روش‌های کسب و کار اینترنتی و درآمد آنلاین پیوند خورده است.

## تعریف ثروت

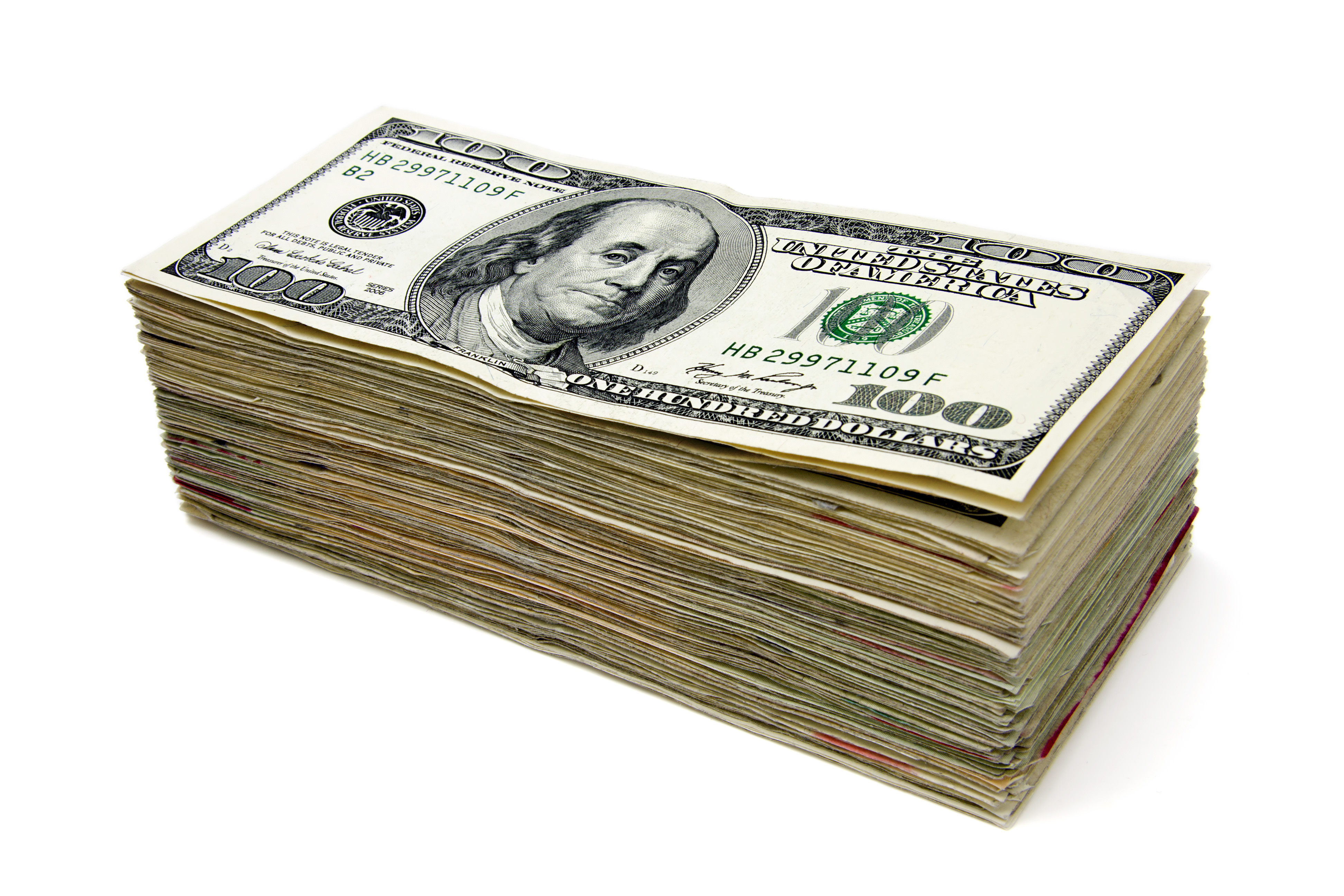
ثروت به دارایی های گفته میشود که ان سانها با ان ها دادو ستد میکنند معمولا از نیاز های خود انسان بیشتر هستند

به‌طورکلی ثروت (Wealth)، به تمامی مواد و اشیایی گفته می‌شود که نیازهای بشر را رفع می‌کنند. این ثروتها یا طبیعی هستند و مستقیم یا غیر مستقیم مورد استفاده قرار می‌گیرند یا تولید می‌گردند؛ یعنی به دست بشر، تغییر شکل یافته، استفاده می‌شوند.
در اقتصاد، مفهوم دیگری به نام دارایی (Assets) هم وجود دارد. دارایی به دو دسته «واقعی» و «غیر واقعی» تقسیم می‌شود.
دارایی‌های واقعی، عبارت اند از: ماشین آلات، زمین‌ها و ساختمان‌های تحت مالکیت شرکت‌ها و همچنین شامل کالاهای مصرفی با دوام، مانند: ماشین لباسشویی، دستگاه‌های صوتی - تصویری و خانه‌های مسکونی که در مالکیت خانوارها قرار دارند. این دارایی‌ها دارای بازدهی اند و با یکدیگر تفاوت دارند. خانه‌های شخصی افراد در واقع، نوعی بازدهی برای صاحبان آن‌ها هستند و در آن‌ها زندگی می‌کنند و هیچ گونه اجاره‌ای نمی‌پردازند. همین‌طور، صاحبان دستگاه‌های صوتی - تصویری بدون پرداخت اجاره از آن‌ها بهره می‌برند. دارایی‌هایی از این دست را دارایی واقعی می‌نامند. در بعضی از کشورهای صنعتی ارزش دارایی واقعی هر فرد، حدود سی هزار دلار است.
نوع دیگر دارایی «دارایی مالی» است که شامل پول، سهام ،اوراق قرضه یا اوراق مشارکت می‌شود. همچنین نوع دیگری از دارایی تحت عنوان سرمایه انسانی نیز وجود دارد که ناشی از جمعیت انسانی در اقتصاد می‌باشد.
مجموع دارایی‌های واقعی، مالی و انسانی را «ثروت» می‌گویند که هریک از این دارایی‌ها ایجادکننده مطلوبیت هستند.
ازآنجایی که هر یک از اجزای تشکیل دهنده ثروت، درجه مطلوبیت و رضایت متفاوتی را داراست لازم است بازدهی هریک از آنها تبیین شود:

## بازدهی اجزای ثروت
بازدهی به معنای افزایش ارزش یا قیمت در طول زمان می‌باشد. البته به تشابه می‌توان بازدهی منفی را هم برای ثروت در نظر گرفت که به معنای کاهش ارزش دارایی‌ها در طول زمان است.
بازدهی دارایی‌های مالی:
پول:
پول به عنوان یکی از اصلی‌ترین اجزای دارایی‌های مالی فرد، دارای بازده حقیقی منفی است زیرا با وجود تورم، عموماً ارزش پول باگذشت زمان رو به کاهش دارد. اما از آنجایی که موجب تسهیل مبادلات روزمره می‌شود و دارنده آن مطلوبیتی از این امر می‌برد پس پول دارای بازده ذهنی مثبت می‌باشد.
اوراق قرضه:
یک درآمد ثابت و دائمی که به دارنده آن تعلق می‌گیرد. این بازدهی تا زمان انقضاء مدت اوراق و بازپرداخت اصل آن همه ساله دریافت می‌شود.
سهام:
افراد با خرید سهام شرکت‌ها در سود و زیان آن‌ها شریک می‌شوند. علاوه بر آن از تغییر قیمت سهام در بازار بورس نیز سود یا زیان کسب می‌کنند.
بازدهی دارایی‌های واقعی:
بازدهی این نوع از دارایی‌ها همان خدمات ناشی از آنهاست که نصیب صاحبان آن دارایی‌ها می‌شود.
بازدهی ثروت انسانی:
شامل کسب مهارت، دانش و تجربیات افراد در طول زندگی است. چنانچه نسبت ثروت انسانی به ثروت فیزیکی (دارایی‌های مالی و واقعی) بیشتر باشد بازدهی آن مثبت و در غیر اینصورت منفی خواهد بود.
البته مسلم است که مسائل فوق هنگامیکه در چارچوب نظام اقتصادی جوامع قرار بگیرد دستخوش تغییرات و تعدیل‌هایی خواهد شد.

## تولید ثروت
با توجه به تعریف ارائه شده از ثروت، هر عملی که منجر به افزایش انواع مختلف دارایی و افزایش سطح رضایت آدمی ۴۴ شود به تولید ثروت می‌انجامد. البته این عمل الزامات و ابزاری دارد که در سه گروه کلی جای می‌گیرد:
-مواهب طبیعی مانند زمین، و کلیه اشیا و مواد موجود در طبیعت که انسان با تغییر و تحول در آن اقدام به رفع نیازهای خود و افزودن بر ثروت‌های طبیعی می‌نماید.
-کار انسان و بهره بردن از قوای فکری و فیزیکی که منجر به تولید ثروت‌های واقعی و انسانی می‌گردد.
-سرمایه که می‌توان آن را ثروتی دانست که برای تولید ثروت جدید مورد استفاده قرار می‌گیرد. به عبارت دیگر منظور از سرمایه ابزارهای متعددی که در انجام کار از آن‌ها استفاده می‌شود که انواع مختلفی از قبیل ساختمان‌ها، ماشین آلات، خط لوله‌ها، برج‌ها و دکل‌ها را در بر می‌گیرد.
البته نظر نظام‌ها و مکاتب مختلف اقتصادی در رابطه با منشأ ثروت متفاوت است و هر یک بر بعضی از این عوامل تأکید بیشتری دارند.
برای مثال در نظام سرمایه‌داری اعتقاد بر این است که مهم‌ترین عامل مولد ثروت سرمایه است و انباشت ثروت برای افزودن بر موجودی سرمایه را توصیه می‌کند.
در مقابل سوسیالیست‌ها با دیدگاه کاملاً منتقدانه بیان داشته‌اند که منشأ ثروت نیروی کار و قوای انسانی است و مناسبات سرمایه‌داری را ضد مصالح عمومی افراد جامعه می‌دانند.
اقتصاد دانان مسلمان نیز سعی کرده‌اند با توجه به آموزه‌های اقتصادی دین اسلام یک شیوه اصلاح و تعدیل شده را بیان کنند که عبارت است از :دادن سهم مشخص و مؤثر به هریک از این سه جزء به منظور افزایش ثروت موجود در جامعه.

## توزیع ثروت
قطعاً فهم این موضوع که ثروت در اختیار چه کسی است و باآن چه می‌کند بسیار مهم است. چرا که بنا به گفته گابریل زید نویسنده مکزیکی «ثروت در معنای اخص آن انباشت امکانات است» پس نحوه تمرکز ثروت تأثیر به سزایی درشکل‌گیری مناسبات اقتصادی جوامع خواهد داشت.
مطابق اصول نظام سرمایه‌داری مالکیت ثروت در انحصار دارنده آن است. در واقع انواع مختلف دارایی‌ها حتی مواهب طبیعی مانند جنگل‌ها و معادن قابلیت خصوصی شدن دارند مگر اینکه ضرورت اجتماعی ایجاب کند که دولت‌ها این حق را محدود نمایند. برعکس در اقتصاد سوسیالیستی انواع ثروت‌ها حتی لوازم و دارایی‌های شخصی افراد در تملک دولت است و الگوی مالکیت عمومی است هرچند در مواردی خاص بخشی از آن به خود افراد واگذار می‌شود. در نظام اقتصادی اسلام هر سه نوع مالکیت وجود دارد. بخشی از مشترکات عامه مانند معادن، درختان، زمین‌های بایر و… توسط دولت اداره می‌شود اما درآمدش متعلق به همه مردم است. در واقع مالکیت دولتی است اما منافعش عمومی است. همچنین دارایی‌ها فرد و ثروتی که ناشی از کار و تلاش یا حتی از ارث خانوادگی وی باشددر تملک انحصاری خود اوست و هیچ‌کس حق بهره‌برداری از آن‌ها را ندارد پس مسلم است که مالکیت خصوصی در اسلام مطرح و معتبر است.
روش‌های کسب ثروت به صورت آنلاین
امروزه در قرن ۲۱ روش‌های کسب ثروت بسیار متنوع شده است. یکی از رایج‌ترین روش‌های کسب ثروت از طریق بازدید کننده و تولید محتوا برای وبسایت و شبکات اجتماعی است. این هست روش منحصر به قرن حاضر زیرا در گذشته کسب ثروت از این روش ممکن نبود.
کسب ثروت از اینترنت که به تجارت الکترونیک معروف است در واقع روشی است که انحصار توزیع و انتشار محتوا را از مافیای چاپ گرفت و در اختیار مردم عامه قرار داد؛ زیرا در گذشته اگر کتابی نوشته می‌شد، انتشار، توزیع و حتی تبلیغ آن کتاب در انحصار انتشاراتی‌ها بود. اما اکنون با وجود موتورهای جست و جو گر هر فرد معمولی می‌تواند با تولید محتوا به سادگی به هزاران بازدید کننده در روز برسد و سپس از طریق آن بازدید کننده‌ها به کسب درآمد آنلاین و اینترنتی دست پیدا کند.

## مصرف ثروت
قاعدتاً همه ثروت‌ها به مصرف می‌رسند. اما طریقه و نتایج مصرف در موقعیت‌های مختلف، متفاوت است.
مصارف ثروت به اعتبار نتیجه و اثر به چند گروه تقسیم می‌شوند:
-مصارف تولیدی و صنعتی:
در بعضی موارد، پس از استفاده از ثروت معادل آن یا حتی مازاد برآن ثروت جدیدی تولید می‌شود. به عبارت دیگر نه تنها هزینه ناشی از مصرف ثروت جبران می‌شود بلکه نفعی نیز حاصل می‌شود. این نوع مصرف ثروت را مصرف تولیدی می‌نامند.
برای مثال، کشاورزان، کارگران معادن، تجار و صاحبان صنایع هرچند دائماً سرمایه‌ها و عوامل تولیدی فراوان را به کار برده و مصرف می‌نمایند اما به‌طور مستمر به تولید کالاها و خدمات مبادرت دارند و در واقع ثروت بیشتر وبا مطلوبیت بالاتر ایجاد می‌کنند؛ بنابراین مصارف صنعتی و تولیدی نه تنها ضرری به حیات نظام اقتصادی وارد نمی‌کند بلکه لازمه متمول شدن جامعه است و برای ایجاد و نگاه داری و تبدیل و تکمیل آلات و ادوات و ساختن ابزار لازم برای رفع نیازهای بشر لازم و ضروری می‌باشد.
-مصارف غیر تولیدی:
منظور از این نوع مصارف، این نیست که الزاماً ناپسند و مضر هستند بلکه اثری که دارند قابل توجه است؛ زیرا ثروت را به مصرف می‌رسانند و برطرف می‌کنند بدون اینکه فوراً ثروت جدید یا حتی معادل را جایگزین نماید. مصارف روزانه و مایحتاج عمومی مردم از این قبیل است.
نوع خاصی از این مصارف که اقتصاد را دچار مشکل می‌کند کنز و انباشته کردن ثروت و به ویژه پول است. برخی از افراد به جای اینکه ثروت شان را در چرخه تولید و صنعت وارد کنند تا هم به رشد اقتصادی منجر شود و هم سود حاصل از سرمایه شان را کسب کنند، ترجیح می‌دهند که مستقیماً با قرض دادن و سپس بهره گرفتن به کسب ثروت اقدام کنند صرف نظر از اینکه پول و سرمایه‌شان در چه راهی مصروف شده است. هرچند این روش از ریسک و خطر کم تری برخوردار است اما از این روی که منجر به رکود و عقب افتادگی صنایع می‌شود و در بلند مدت اقتصاد را با کمبود منابع تولیدی مواجه می‌سازد مصرف مضر و بی‌فایده تلقی می‌گردد.
۲ برابر کردن ثروت.
سرمایه‌گذاری